# Juvénal Quillet
 (février 2022).
Juvénal Quillet était un sociologue, philosophe, universitaire et dirigeant associatif. Il a aussi été un leader syndical étudiant lors de Mai 68 à Nantes, un animateur du courant d'idée situationniste, et un ami de Guy Debord. Il est décédé le 23 décembre 2024.

## Biographie

### Le groupe d'étudiants proches du situationnisme
Juvénal Quillet fait partie du groupe d'étudiants proches du situationnisme et de l'anarchisme qui se sont emparés, en mai 1967, du bureau de l’AGEN-UNEF, section locale de l'UNEF à Nantes, dont Yvon Chotard devient président. Puis, à la fin 1967, de la Mutuelle nationale des étudiants de France. La MNEF de Nantes soutient en décembre 1967 l’occupation des cités universitaires, pour obtenir l’assouplissement du règlement intérieur, c’est-à-dire la liberté politique dans les locaux et le droit à la liberté sexuelle dans les cités universitaires. Juvénal Quillet sera, quant à lui, élu en décembre 1967 à la présidence du regroupement des associations d'étudiants des résidences universitaires de Nantes.
Lunettes fumées à grosses montures, nez pointu, cheveux noirs, comme le décrit le journaliste de Combat Christian Charrière dans un livre de 1968, il devient un personnage reconnu du mouvement de Mai 68 à Nantes, populaire pour son humour, son énergie, sa disponibilité, son courage et sa prudence.

### Les événements de décembre 1967 à Nantes
Dans la soirée du 13 décembre 1967, devait se dérouler un débat sur la sexualité au Restaurant Universitaire de la Place Ricordeau, au cours duquel les situationnistes distribuent un tract analysant les tenues étudiantes comme un exutoire sexuel. Le lendemain, le 14 décembre, après la proclamation du résultat des élections au bureau de la MNEF, qui consacre le triomphe de l'AGEN-UNEF, la FNEF n'ayant pas été capable de présenter une liste, et après la projection au CinéClub de l'AGEN du film brésilien "Le Dieu noir et le diable blond", plusieurs militants se réunissent dans un café près du Pont Saint Mihiel et décident d'envahir la Cité Chanzy, dans laquelle se donnait un bal organisé par l'administration et accessible seulement sur carte d'invitation.
Le 18 décembre 1967, c'est la cité Casternau qui est occupée. Le lendemain trois militants reviennent apporter un paquet de tract à une résidente et sont interpellés par la police. Plusieurs centaines de résidents se rendent alors dans la résidence universitaire Fresche Blanc à Nantes.  Le même 18 décembre 1967, la police intervient et un mouvement de soutien s’organise autour de l’UNEF, regroupant la CGT, la CFDT, la CGT-FO et le SNES. Dès le lendemain, ils s’organisent et réussissent même à faire partir la police du restaurant universitaire.

### Les événements de février à juin 1968 à Nantes
Au début des événements de Mai 68 à Nantes, il fait partie des étudiants nantais qui vinrent à Saint-Nazaire expliquer aux lycéens les enjeux du mouvement, suscitant chez ces derniers l'idée d'un tract de revendications, assorti d'un ultimatum au proviseur puis d'une grève.
Une délégation d'étudiants menés par Juvénal Quillet, au nom de l'UNEF, est accueillie par les grévistes de la grande usine de Sud-Aviation, occupée à partir du 14 mai ce qui relance la solidarité ouvriers-étudiants, car deux jours avant, des délégations de lycéens et d'étudiant venues aux manifestations ouvrières pour la défense de l'emploi de Nancy et Forbach avaient été fraichement accueillies.
Le 26 juin 1968, la police commence à poursuivre les meneurs du Mai 68 à Nantes sous des motifs divers. Certains se cachent, d'autres sont arrêtés, comme Juvénal Quillet et Patrick Plouzen alors qu'ils fuient à Auray dans des circonstances qui tendent à prouver l'existence d'indicateurs de police dans le milieu étudiant.  Les autorités universitaires annoncent des poursuites contre sept étudiants et l'interdiction de l'Amicale des Résidents.

### Le "Conseil de Nantes" et son histoire
Pendant tout le mouvement de Mai 68 à Nantes, les situationnistes, mais aussi leur ami de FO Yves Rocton, privilégient le fonctionnement sous forme de conseils réunissant toute la population. Après l'été 1968, ils fondent un petit groupe politique radical qu’ils appelleront « le Conseil de Nantes », devenu officiel en 1969 avec une totale autonomie et qui se considère comme semi-situationniste puis entre en rupture avec l'Internationale situationniste. 
Juvénal Quillet se désintéresse ensuite de ce "Conseil de Nantes" avant que l'Internationale situationniste ait rompu toute relation avec ses membres,. L'IS leur reproche de ne pas avoir aidé à répondre à un livre consacré à Nantes en 1968 et diffamant, selon elle, un situationniste strasbourgeois. La rupture entre les nantais et l'IS est actée par une lettre du 21 juin 1969, signée par René Riesel, Patrick Cheval et Guy Debord. Son ami Yvon Chotard va cependant y rester un peu plus longtemps.
Avec Bernard Schumacher, un autre jeune de Nantes, Juvénal Quillet a écrit une Histoire du Conseil de Nantes, en juin 1970, racontant leur expérience des trois années précédentes.

### Le livre critique de 1976
Au milieu des années 1970, des textes sont présentés à Raphaël Sorin et à Champ libre, une maison d'édition créée à Paris en 1969 par Gérard Lebovici, Gérard Guégan, Alain Le Saux et Floriana Lebovici pour publier des ouvrages de critique sociale reflétant des courants de gauche critique et d'extrême gauche non léniniste de l'époque (gauche communiste). 
La maison d'édition les a ensuite publiés sous le pseudonyme de "Jules Henry et Léon Léger" pour le livre Les Hommes se droguent, l'État se renforce au début de 1976. Dans une critique d'avril 1976, la quotidien Libération, alors passé sous le contrôle de l'ex-maoïste et militant du Mouvement du 22 Mars, Serge July, un temps rival des situationnistes, accuse les deux auteurs d'être "devenus les nouveaux moralistes, doctes et vertueux, de notre époque" et s'en prend en même temps au Précis de récupération de Jaime Semprun, jugé "sinistre".

### Un universitaire spécialiste de l'identité
Juvénal Quillet est ensuite chargé de cours de sociologie à l'Université de Rennes 2 et membre associé du Centre de recherche bretonne et celtique, où il devient un spécialiste du thème de "L'identité" et participe au comité de lecture des Cahiers du CÉRIEM (Centre d’Étude et de Recherche sur les Relations Inter-Ethniques et les Minorités). Il a beaucoup influencé son collègue Ronan Le Coadic, né à Saint-Brieuc en 1962, sociologue et professeur de culture et langue bretonne dans la même université.
Selon Juvénal Quillet, il est nécessaire de multiplier les noms car l’abus d’identité peut nuire gravement. Tous les travaux sérieux[non neutre] sur l’identité – à commencer par ceux d’Erik Erikson, qui a introduit le concept dans les sciences sociales – montrent que l’identité serait inséparable de l’altérité et de la relation. Et à trop recourir au concept d’identité, on risque d'en arriver à transformer les groupes humains réels – complexes et impermanents – en des entités irréelles, c'est-à-dire des "êtres théologicométaphysiques".   

### La revueRationalisme et relativisme
Juvénal Quillet a collaboré à Rationalisme et relativisme,[pas clair] la Revue du MAUSS (Mouvement AntiUtilitariste dans les Sciences Sociales), publication trimestrielle interdisciplinaire fondée en 1981, entre autres par Alain Caillé au moment où celle-ci a rendu hommage rendu à Marcel Mauss, auteur d'un Essai sur le don et posé la question sur la pertinence de qualifier d’utilitaristes des sociologies et des doctrines qui ne se proclament pas telles comme celles de Pierre Bourdieu, ou de Raymond Boudon.

### Sur Castoriadis et Guy Debord
Proche des spécialistes de sociologie des cultures et de philosophie, il a communiqué au philosophe Jean-Louis Prat un enregistrement grâce auquel ce dernier a pu compléter son livre sur les entretiens et la rencontre entre Cornelius Castoriadis et le MAUSS (Mouvement AntiUtilitariste dans les Sciences Sociales[non pertinent]
Guy Debord, l'ami de Juvénal Quillet, a été membre de "Socialisme ou Barbarie", groupe-mouvement créé par Claude Lefort et Cornelius Castoriadis, qui a publié au même moment "De l'écologie à l'autonomie" avec Daniel Cohn-Bendit. Juvénal Quillet a entretenu une correspondance régulière avec Guy Debord jusqu'au milieu des années 1970 pour des projets d'édition et au sujet des liens avec les situationnistes italiens menés par Gianfranco Sanguinetti que Guy Debord lui conseille d'aller voir à Florence. Debord lui confie en particulier sa philosophie de l'histoire militante : « j'ai toujours estimé qu'il était plus sain que chacun connaisse tout ce qui a été fait de son temps, mais pas ce qui avait été fait avec d'autres auparavant ».
Dans une lettre adressée à Bernard Schumacher et Juvénal Quillet, le 25 février 1975, Debord confie son désir de retrait partiel de l'activité politique : « J’ai pris depuis longtemps diverses mesures pour supprimer toute base d’un spectaculaire organisationnel, ou semi-organisationnel dans lequel je pourrais me trouver impliqué. Je n’entends donc garder de contact qu’avec mes amis personnels, et d’autres individus collaborant à certaines activités pratiques que je juge suffisamment importantes, et qui pour cela n’ont pas besoin de s’afficher publiquement. ».   
Juvénal Quillet a participé à la rédaction de l'ouvrage "De la domination à la reconnaissance : Antilles, Afrique et Bretagne", un livre qui évoque les engagements, les politiques et les représentations liées à la domination et à la colonisation.

### L'Association du "Bon accueil" à Rennes
Juvénal Quillet est directeur de l'association SEPA, Site Expérimental de Pratiques Artistiques. Le long du canal Saint-Martin à Rennes, un ancien bar-restaurant a hébergé les plasticiens et musiciens du Sepa. Il est aussi le fondateur en 1997 à Rennes de l'association du "Bon accueil", qui a pour rôle de conseiller les artistes sur les moyens existants pour mener à bien un projet (budgétisation, recherche de lieux d’expositions et de financements) ou leur permettre de l’apprendre sur le tas en adhérant à l’association ». En 1999, la commission "animation et culture", constituée d'élus du District urbain de l'agglomération rennaise souhaite organiser un événement pour favoriser la jeune création plastique, installer l'art contemporain dans des espaces atypiques des communes du district, favoriser la rencontre avec le public. Elle se tourne pour cela vers l'association du "Bon accueil". Un concours est ouvert à des jeunes créateurs de 20 à 35 ans dans les domaines de la photographie, sculpture, peinture, installation, performance.